# Dây chằng vị - hoành
Mặt sau-dưới của dạ dày được phủ bởi phúc mạc, ngoài trừ một vùng nhỏ gần tâm vị; vùng này được giới hạn bởi sự tiếp xúc của dây chằng vị - hoành, nằm ngay dưới cơ hoành, phía trên tuyến thượng thận trái.